# 洪成澤
洪 成澤（ホン・ソンタク、Hong Sung-Taek、1966年3月13日 - ）は大韓民国の登山家でありかつ探検家兼随筆家である。
身長173cm、体重78kgの洪氏は現在ナショナルジオグラフィック公式探検家として活動中であり、
Defytimeに所属を置いており、韓国大学山岳連盟の副会長兼登山アカデミー院長を歴任している。1994年、スキー徒歩探検で南極点に到達、1995年エベレスト登頂、2005年北極点に到達する事で3極点(北極点、南極点、エベレスト山の征服)に成功し、2011年グリーンランド北極点の縦断、2012年ベーリング海峡の徒歩横断に成功した事により、世界初の5極地を全て踏んだ探検家になる。

## 学歴
ヒョンイル高等学校
龍仁大学 柔道学 学士
高麗大学 大学院 体育教育学 修士

## 履歴[2]
| 年度   | 登頂/登攀/探検の内容                                |
| ------ | --------------------------------------------------- |
| 2015年 | ローツェ南壁登攀                                    |
| 2014年 | ローツェ南壁登攀                                    |
| 2013年 | ローツェ登攀                                        |
| 2012年 | ベーリング海峡徒歩横断探検(2012年2月24日 - 2月30日) |
| 2011年 | グリーンランド北極圏2500km縦断(2011年5月 - 7月19日) |
| 2008年 | エベレスト南西壁登攀                                |
| 2007年 | ローツェ南壁、ロチェシャル登攀                      |
| 2005年 | 北極点スキー徒歩極点登頂(2005年4月30日)             |
| 2002年 | プモリ東壁登攀                                      |
| 1999年 | ローツェ南壁登攀                                    |
| 1998年 | タパピーク6,800m登頂(1998年4月18日)                 |
| 1996年 | アンナプルナ・ダウラギリ登攀                        |
| 1995年 | エベレスト8,848m登頂(1995年10月14日)                |
| 1995年 | シシャパンマ8,026m登頂(1995年8月)                   |
| 1994年 | 南極点スキー徒歩探検極点登頂(1994年1月10日)         |
| 1994年 | プモリ北東稜登攀                                    |
| 1993年 | エベレスト 登攀                                     |
| 1992年 | ハン・テングリ7110m登頂(1992年8月5日)               |

## 受賞
- 2019年 ワールドスター芸能大賞 スポーツ部門 優秀賞
- 2011年 韓国探検大賞
- 1994年 韓国体育褒賞

## 著書
- 洪成澤 (2013). 5極地(誰も踏んでいない土). 韓国 ソウル: ドリームエン. ISBN 978-89-88349-41-0, 単行本
- 洪成澤 (2001). ヒマラヤ登攀が体構成成分に及ぼす影響. 韓国 ソウル: 高麗大学, 学位論文(修士)